# 2022年9月逝世人物列表
2022年逝世人物列表：1月 - 2月 - 3月 - 4月 - 5月 - 6月 - 7月 - 8月 - 9月 - 10月 - 11月 - 12月
2022年9月逝世人物列表，是用于汇总2022年9月期间逝世人物的列表。

## 依日期排序

### 30日
- 郝宏恕，65岁，中国管理学家，清华大学医院管理研究院教授。[1]
- 第六代三遊亭圓樂（日语：三遊亭圓楽 (6代目)），72歲，日本落語家，因肺癌病逝。[2]
- 郑世才，82歲，中國航天科工專家。[3]

### 29日
- 张青渠，78岁，中国画家，长沙市美术家协会副主席。[4]
- 山脇百合子（日語：山脇 百合子），80歲，日本繪本畫家。[5]
- 玛丽贝思·彼得斯（英語：Marybeth Peters），83岁，美国政治人物，美国版权局局长（1994年－2010年）。[6]
- 贺虎，83岁，中国新闻工作者，原《共产党员》杂志社社长。[7]
- 石敏，86歲，台灣記者，聯合報系民生報創報總編輯。於台北榮民總醫院病逝。[8]
- 李长仁，89岁，中国新闻工作者，白城日报社原总编辑。[9]
- 保罗·韦纳（法語：Paul Veyne），92歲，法國人類學家、歷史學家，古羅馬史專家。[10]
- 高在一，93岁，韩国政治人物，国税厅长（1973年－1978年）。[11]
- 赫克特·羅培茲（西班牙語：Héctor López），93歲，巴拿馬棒球運動員，曾在紐約洋基擔任左外野手和三壘手，小聯盟3A首位非洲裔總教練。[12]
- 凱薩琳·布思（英語：Kathleen Booth），100歲，英國計算機科學家，創造了首個彙編語言，同時設計了倫敦大學伯貝克學院首個計算機系統的彙編程序及自動編碼。[13]
- 安东尼奥·阿尔瓦拉多（西班牙語：Antonio Alvarado），110岁，西班牙超級人瑞。[14]

### 28日
- 戴红军，58岁，中国企业人物，中国联合装备集团有限公司总经理助理，唐山中轻机械有限公司党委书记。[15]
- 庫利奧（英語：Coolio），59岁，本名「小阿蒂斯·利昂·艾維」（Artis Leon Ivey Jr.），美国饒舌歌手。[16]
- 陈广东，78岁，中国人民解放军少将，原解放军军需大学副政治委员。[17]
- 布鲁诺·博尔奇（義大利語：Bruno Bolchi），82歲，義大利足球運動員。[18]
- 武村正義（日語：武村 正義），88歲，日本政治家，前內閣官房長官（1993年－1994年）、大藏相（1994年－1996年）、「新黨先驅」黨魁。[19]
- 米歇尔·阿梅莱（法語：Michel Ameller），96岁，法国政治人物，法国宪法委员会成员（1995年－2004年）。[20]
- 大衛·戈特斯曼（英語：David Gottesman），96歲，美國企業家，第一曼哈顿公司（First Manhattan Co.）創辦人、波克夏哈薩威董事。[21]

### 27日
- 林蘭芳，62岁，台灣歷史學者，暨南大學歷史系教授，專長日治時代台灣社會經濟史，科技史。[22]
- 何塞·帕切科·戈麦斯（西班牙語：José Pacheco Gómez），75岁，西班牙足球运动员。[23]
- 库尔特·宾德尔（德語：Kurt Binder），78岁，奥地利理论物理学家。[24]
- 阿马杜·阿里（法語：Amadou Ali），79岁，喀麦隆政治人物，司法部长（2001年－2011年）。[25]
- 霍亨索伦的费尔弗里德王子（德語：Ferfried Prinz von Hohenzollern），79歲，德國貴族。[26]
- 牛运清，82岁，中国当代文学学者，山东大学文学院教授。[27]
- 李醒尘，85岁，中国美学家，北京大学哲学系教授。[28]
- 张忠谊，87岁，中国政治人物，原内蒙古广播电视大学副校长。[29]
- 黄磷，88岁，中国天体物理学家。[30]
- 顾健人，90岁，中国肿瘤分子生物学专家，中国工程院院士。[31]
- 夏长龄，92岁，中国政治人物，原江苏省东台县人民政府副县长。[32]

### 26日
- 威廉·瑞佛斯·皮特（英語：William Rivers Pitt），50岁，美国作家。[33]
- 贾兵，58岁，中国小儿心胸外科专家，复旦大学附属儿科医院教授。[34]
- 林炳利，60歲，台灣政治人物，台南市議會副議長。[35]
- 馬克·蘇德（英語：Mark Souder），72歲，美國政治人物，曾任聯邦眾議員。[36]
- 米歇尔·潘松（法語：Michel Pinçon），80岁，法国社会学家。[37]
- 曾民勇，81岁，中国教育工作者，福建师范大学校长（1996年－2002年）。[38]
- 龙尼·彼得松（瑞典語：Ronney Pettersson），82岁，瑞典足球运动员。[39]
- 陆肇达，83岁，中国流体机械工程领域专家，哈尔滨工业大学教授。[40]
- 柯爾·亨利斯（英語：Cole Harris），86岁，加拿大地理学家。[41]
- 優素福·卡熱達維（阿拉伯語：یوسف عبد اللہ القرضاوي），96歲，埃及伊斯蘭學者。[42]
- 晏立岗，98岁，中国政治人物，南京市第二医院原副院长。[43]

### 25日
- 阿列克謝·茹拉夫科（烏克蘭語：Олексій Валерійович Журавко），48歲，烏克蘭及俄羅斯政治人物，前烏克蘭最高拉達議員，死於空襲。[44]
- 林世煜，69歲，台灣政治人物，時代力量創黨元老。[45]
- 池永正明（日語：池永 正明），76岁，日本棒球运动员。[46]
- 朱敏才，80岁，中国乡村教师，感动中国2014年度人物。[47]
- 廖錦祥，85歲，台灣企業家，奇美集團董事長。[48]
- 明石博義（日語：明石 博義），86岁，日本企业人物，西日本铁道社长（1997年－2003年）。[49]
- 徐志坚，86岁，中国政治人物，国务院参事室主任（1996年－2003年）。[50]
- 李隆基，87岁，中国历史学家，北京师范大学历史学院教授。[51]
- 徐书城，90岁，中国美学家，中国艺术研究院中国文化研究所研究员，徐邦达长子。[52]
- 吕佩英，96岁，中国英语教育工作者，上海外语教育出版社原副总编辑。[53]
- 杨志民，98岁，中国政治人物，原广西轻工学院副院长。[54]
- 上野直哉，日本成人漫畫家。[55]

### 24日
- 萧兵，89歲，中國楚辞专家、神话学专家，淮阴师范学院文学院教授。[56]
- 曾宓，89岁，中国画家、书法家。[57]
- 何邶君，91岁，中国抗美援朝女战士，中国人民大学教师。[58]

### 23日
- 大西祐貴（日語：大西 祐貴），43歲，日本廚師，全球首家獲米其林指南一星之拉麵餐廳Japanese Soba Noodles 蔦創辦人。（訃聞公開日）[59]
- 查克·艾斯特林（英語：Zack Estrin），51岁，美國電視製作人與編劇。[60]
- 张金亮，59岁，中国石油地质学家，北京师范大学教授。[61]
- 陳飛鵬，80歲，台灣企業家，南僑集團副董事長。[62]
- 維利·蘇米塔（荷蘭語：Willy Soemita），86歲，蘇利南政治人物，曾任副總理、農業部長。[63]
- 张佑启，88岁，中国计算力学专家，中国科学院院士。[64]
- 露易絲·弗萊徹（英語：Louise Fletcher），88歲，美國演員。[65]
- 弗拉基米爾·克拉斯諾波利斯基（俄語：Владимир Краснопольский），89歲，俄羅斯導演。[66]
- 錢鳴高，90歲，中國採礦工程專家，中国工程院院士。[67]
- 尹春宴，95岁，中国政治人物，原广州市水产总公司党委书记。[68]
- 鲍里斯·多布罗杰耶夫（俄語：Борис Добродеев），95岁，俄罗斯编剧。[69]
- 盧德權，82歲，前香港足球代表隊教練，死於中風及腦出血。[70]

### 22日
- 王巍，48歲，中國航空技师，第十三届全国人大代表。[71]
- 希拉里·曼特爾女爵士（英語：Dame Hilary Mantel），70歲，英國小說家。[72]
- 刘祯，84岁，中国教育工作者，原齐齐哈尔大学师范学院党委书记。[73]
- 卢忠，89岁，中国军医，原陆军第191医院副院长。[74]
- 任溶溶，99歲，中國童話作家。[75]
- 潘元石，86歲，台灣文化工作者，奇美博物館前館長。[76]
- 赖佛新，90岁，中国人民解放军少将，原解放军兽医大学副校长。[77]

### 21日
- 格雷格·李（英語：Greg Lee），70歲，美國籃球運動員。[78]
- 莫天成，77歲，知名美籍華人，前美國財政部和勞工部財務總長。[79]
- 韩象乾，81歲，中國民事诉讼法学家、法学教育家，中国政法大学教授。[80]
- 屠珍，88岁，中国翻译家，梅绍武夫人。[81]
- 博多·翁德赖奥（匈牙利語：Bodó Andrea），88岁，匈牙利体操运动员。[82]
- 刁有珠，93岁，中国政治人物，原核武器221基地党委书记。[83]
- 赵玮，95岁，中国教育学学者，北京师范大学原外国教育研究所译审。[84]
- 蔡雲峰，中國商人。[85]
- 阿納托利·格拉申科（俄語：Анато́лий Никола́евич Гера́щенко），72歲，俄羅斯航空科學家，曾任莫斯科航空大學校長，從樓梯摔下身亡。[86][87][88]

### 20日
- 宋寶瑞，85岁，中國政治人物，中共四川省委原副书记，四川省人民政府原省长。[89]
- 任兆奎，90岁，中国政治人物，黑龙江省人民政府原副秘书长。[90]
- 邬显章，90岁，中国生物工程专家，原无锡轻工大学教授。[91]
- 崔宇根（韓語：최우근），96岁，韩国政治人物，国会议员（1976年－1980年）。[92]

### 19日
- 以賽亞·瓊斯（英語：Isiah Jones），28岁，美國拳擊手。[93]
- 瓦列里·波利亚科夫（俄語：Валерий Поляков），80岁，苏联/俄罗斯宇航员。[94]
- 克劳斯·贝伦斯（德語：Klaus Behrens），81岁，德国赛艇运动员。[95]
- 毛利·威爾斯（英語：Maurice Morning Wills），89歲，美國棒球運動員，曾做為游擊手效力MLB多個球隊。[96]
- 維農·德沃夏克（英語：Vernon Dvorak），93歲，美國氣象學家。[97]
- 徐希仁，93岁，中国政治人物，中共南通市委党校原校长。[98]

### 18日
- 朴容日，56岁，另译朴勇一，朝鲜最高人民会议常任委员会副委员长、朝鲜社会民主党中央委员会委员长，任内逝世。[99]
- 郑传斌，62岁，中国历史学者，河南大学教授。[100]
- 黄年来，82岁，中国真菌学家，福建省三明市真菌研究所原所长，第六、七届全国人大代表。[101]
- 游发旺，83岁，中国政治人物，原江西省国防科学技术工业办公室主任。[102]
- 朱常棣，84岁，中国山水画家，成都市美术家协会名誉主席。[103]
- 陈启厚，87岁，中国政治人物，中共伊克昭盟委书记（1990年－1995年）。[104]
- 穆斯塔法·达厄斯坦勒（土耳其語：Mustafa Dağıstanlı），91岁，土耳其自由式摔跤运动员。[105]
- 谢尔·埃斯普马克（瑞典語：Kjell Espmark），92岁，瑞典作家，瑞典学院院士。[106]
- 尼克·何倫亞克（英語：Nick Holonyak），93岁，美国物理学家。[107]
- 陈文祯，96岁，中国妇产科专家，福建省妇幼保健院名誉院长。[108]
- 卡门·米罗（西班牙語：Carmen Miró），103岁，巴拿马统计学家、人口学家。[109]

### 17日
- 何塞·加西亚·布伊特龙（西班牙語：José García Buitrón），77岁，西班牙医师，参议院议员（2015年－2016年）。[110]
- 卜崇周，90岁，中国农艺师，陕西省劳动模范，延安市政协原副主席。[111]
- 格桑嘉措（藏語：བཀལ་བཟང་རྒྱ་མཚོ།），91歲，西藏格魯派僧侶。[112]
- 馬爾滕·施密特（荷蘭語：Maarten Schmidt），92歲，荷蘭天文學家。[113]
- 色音，95岁，中国政治人物，包头市人大常委会原副主任。[114]
- 赵愚正，97岁，中国政治人物，成都市科学技术委员会原主任。[115]
- 弗蘭克·莫爾（英語：Frank Mawer），110歲，2021年7月起成為澳大利亞最年長男子。死於2019冠狀病毒病。[116][117]

### 16日
- 瑪莎·阿米尼（波斯語：مهسا امینی），22歲，伊朗庫德族女性，因其頭巾未符合伊朗政府規範遭逮捕，最終在德黑蘭身亡。[118]
- 梶田冬磨（日語：梶田 冬磨），22歲，日本男星。[119]
- 谢尔盖·戈连科（俄語：Сергей Горенко），40岁，卢甘斯克人民共和国政治人物，检察长（2019年起），遭到爆炸袭击身亡。[120]
- 楼浩，45岁，中国汽车摄影师，深圳《专业车志》总经理。[121]
- 井口拓也（日語：井口 拓也），47歲，外號「拓也哥」，日本知名網紅、同志酒吧經營者。死於糖尿病併發症。[122]
- 张远贻，73岁，中国政治人物，原广东省交通厅厅长。[123]
- 戚国伟，76岁，中国制茶专家，西湖龙井茶非物质文化传承人。[124]
- 李智廉，87岁，中国政治人物，中共大庆市委原书记。[125]
- 彩木雅夫（日語：彩木 雅夫），89岁，日本作曲家。[126]
- 潘椿，92岁，中国政治人物，四川省重庆市人大常委会副主任（1985年－1995年）。[127]

### 15日
- 方立清，60岁，中国政治人物，湖北科技学院原纪委书记。[128]
- 阿薩德·勞夫，66歲，巴基斯坦前板球球員及裁判。[129]
- 王群光，71歲，台灣醫師，台灣自律神經推廣協會理事長，死於車禍。[130]
- 索爾·阿倫·克里普克（英語：Saul Aaron Kripke），81歲，美國哲學家、邏輯學家。[131]
- 馬努·保羅（英語：Maanu Paul），83歲，紐西蘭政治人物，曾是毛利族首領。[132]
- 三美威魯，86歲，马来西亚政治人物。[133]
- 赵德芳，91岁，中国人民解放军少将，陆军第四十一集团军军长（1988年－1990年）。[134]
- 約爾格·費貝爾（德語：Jörg Faerber），93歲，德國指揮家，海尔布隆符腾堡室内管弦乐团名誉指挥。[135]
- 林三松，93岁，中国教育工作者，北京外国语大学副教授。[136]
- 杨国昌，94岁，中国政治人物，云南省迪庆藏族自治州政协原主席。[137]
- 厄尔·拉博（英語：Earle Labor），94岁，美国文学学者，路易斯安那百年学院荣誉教授。[138]
- 佛雷德里克·史奈爾（英語：Frederick Schneier），95歲，美國製片人。[139]

### 14日
- 刘建新，60岁，中国心理学者，澳门城市大学教授。[140]
- 胡峻涤，60岁，中国油画家，巴蜀画派代表。[141]
- 弗拉基米尔·孙戈尔金（俄語：Владимир Сунгоркин），68岁，俄罗斯新闻工作者，《共青团真理报》总编辑（1997年起）。[142]
- 林家栋，70岁，新加坡足球协会会长。[143]
- 喬波·蓋佐（匈牙利語：Csapó Géza），71歲，匈牙利皮划艇運動員，奥运会银牌得主（1976年）。[144]
- 劉引商，84歲，臺灣女演員，第21屆台北電影獎最佳女主角獎得主。淋巴癌。[145]
- 李启万，87岁，中国政治人物，济南市人大常委会主任（1993年－2001年）。[146]
- 周维，89岁，中国政治人物，原宁夏工学院副院长。[147]
- 蔡名池，91岁，中国政治人物，汕头市人大常委会原副主任。[148]
- 艾琳·帕帕斯（羅馬化：Eiríni Pappá），96歲，希腊女演员及歌手，死于阿尔兹海默症。[149]
- 张萍修，97岁，中国八路军女战士，廖志山夫人。[150]
- 赵景荣，99岁，中国天主教人物，天主教北京教区原秘书长。[151]
- 陳伯均，中華民國法官，任職於臺北地方法院，曾偵辦2014年台北捷運隨機殺人事件。（遺體發現日）[152]

### 13日
- 肯尼斯·斯塔爾（英語：Ken Starr），76歲，美國檢察官，曾調查白水事件與萊溫斯基醜聞，最終使柯林頓總統面臨弹劾案。[153]
- 沈积长，88岁，中国政治人物，原国家体育总局训练局副局长。[154]
- 裴兆麟，89岁，中国政治人物，沈阳市人大常委会原副主任。[155]
- 江朝品，90岁，中国政治人物，原曲靖地区中级人民法院院长。[156]
- 余志豪，90岁，中国麻醉学家，原遵义医学院院长。[157]
- ，91歲，法國和瑞士籍電影導演，法国新浪潮代表人物，接受协助自杀离世。[158]
- 张注洪，95岁，中国历史学家，北京大学历史学系教授。[159]
- 白超鸿，97岁，中国粤剧表演艺术家，原广东粤剧院演员。[160]
- 弗莱彻·汤普森（英語：Fletcher Thompson），97岁，美国政治人物，众议院议员（1967年－1973年）。[161]

### 12日
- PnB Rock，30岁，本名拉基姆·哈希姆·艾伦（Rakim Hasheem Allen），美国说唱歌手。[162]
- 亚历山大·沙波瓦尔（烏克蘭語：Олександр Шаповал），47岁，乌克兰芭蕾舞演员。[163]
- 丁信伟，82岁，中国安全工程专家，大连理工大学教授。[164]
- 廖柏昂，85岁，中国古代文学学者，三峡大学文学院教授。[165]
- 弘征，85岁，中国作家，湖南文艺出版社原社长。[166]
- 张世英，86岁，中国系统工程学专家，天津大学教授。[167]
- 刘倬，89岁，中国语言学家，中国社会科学院语言研究所研究员。[168]
- 张维久，89岁，中国哲学家，吉林大学教授。[169]
- 姚治华，90岁，中国画家，中央美术学院国画系教授。[170]
- 瓦季姆·菲利莫诺夫（俄語：Вадим Филимонов），91岁，俄罗斯法学家，国家杜马议员（1993年－1999年）。[171]
- 安毅夫，98岁，中国政治人物，原贵州民族学院院长。[172]
- 张继志，99岁，中国精神医学专家，首都医科大学附属北京安定医院教授。[173]

### 11日
- 哈維爾·馬里亞斯（西班牙語：Javier Marías），70歲，西班牙小說家。[174]
- 张传苗，85岁，中国人民解放军少将，原沈阳军区政治部副主任。[175]
- 陈巩荪，86岁，中国针灸专家，江苏省人民医院主任医师，南京医科大学教授。[176]
- 陈再仁，91岁，中国政治人物，长沙市人大常委会原副主任。[177]
- 汪文漪，91岁，中国法语文学学者，南京大学外国语学院教授。[178]
- 艾倫·坦納（法語：Alain Tanner），92歲，瑞士新電影導演。[179]
- 唐纳德·皮戈特（英語：Donald Pigott），94岁，英国植物学家，剑桥大学植物园园长（1984年－1995年）。[180]
- 何为，99岁，中国教育工作者，原湖北省武昌实验中学校长。[181]
- 游修龄，102岁，中国农史学者，浙江农业大学教授。[182]

### 10日
- 傅松，36歲，中國歌手。死於口腔癌。[183]
- 王正虹，65岁，中国内科医师，淮南新华医疗集团董事长（2005年起）。[184]
- 韩康，71歲，中國經濟學家。[185]
- 符昌会，72岁，新加坡武术推广者，陈氏太极拳第12代传人。表演后休息时晕倒猝逝。[186]
- 向大钦，89岁，中国政治人物，原宜昌地区中级人民法院院长。[187]
- 威廉·克莱因（英語：William Klein），96岁，美国摄影师和導演。[188]

### 9日
- 丁重智（韓語：정중지），30歲，南韓演員。[189]
- 田万昌，75岁，中国政治人物，曾任贵州省六盘水市副市长、市政协副主席。[190]
- 王中強，78岁，台灣導演。[191]
- 张树兰，84岁，中国政治人物，甘肃省高级人民法院原院长。[192]
- 郭树民，90岁，中国天主教人物，曾任锦州市天主教会主任司铎。[193]
- 沈保智，96岁，中国天主教人物，上海教区秘书长。[194]
- 朱元成，96歲，中國政治人物，中国民主建国会原副主席，第八届全国政协副秘书长。[195]
- 上田幹藏（日語：上田 幹藏），112岁121天，日本最高齡男性人瑞。[196]

### 8日
- 洪琼花，53岁，中国羊养殖专家，云南省畜牧兽医科学院院长。[197]
- 陈英云，64岁，中国政治人物，哈尔滨远东理工学院党委书记。[198]
- 李福林，76岁，中国政治人物，晋中市人民政府原副市长。[199]
- 叶振鹏，89歲，中國财政经济学家、教育家。[200]
- 鄒金盆，93歲，臺灣人，日月潭阿婆茶葉蛋創始人。[201]
- 汉斯·格奥尔格·博斯特（德語：Hans Georg Borst），94岁，德国外科医师，汉诺威医学院教授。[202]
- ，96歲，英国君主，女王及英联邦元首（1952年起）。[203]
- 刘胜科，97岁，中国政治人物，原华北航天工业学校校长。[204]

### 7日
- 汪宁渤，59岁，中国电机工程师，浙江大学求是工程岗研究员。[205]
- 张钟灵，78岁，中国政治人物，中共延安市委原副书记、纪委书记。[206]
- 刘志江，84岁，中国政治人物，原湖北省煤炭工业厅厅长。[207]
- 陈慧瑛，88岁，中国德语翻译家，北京外国语大学原德语系主任。[208]
- 池伯成，102歲，臺灣畫家，專長於畫虎。[209]
- 玛莎·亨特（英語：Marsha Hunt），104岁，美国女演员、模特儿及社会活动家。[210]

### 6日
- 吴升孟，35岁，中国企业人物，遂宁摩天时代科技有限公司原董事长。[211]
- 陈进，55岁，马来西亚象棋选手，曾在世界级的象棋比赛中名列前茅。病逝。[212]
- 刘文泮，81岁，中国政治人物，黑龙江省政协原副主席。[213]
- 賈斯特·傑克金（法語：Just Jaeckin），82岁，法国电影导演、摄影师、雕塑家。[214]
- 佐藤嘉恭（日語：佐藤 嘉恭），87岁，日本外交官，驻华大使（1995年－1998年）。[215]
- 西德尼·舒梅克（英語：Sydney Shoemaker），90岁，美国哲学家，康奈尔大学哲学荣誉教授。[216]
- 包月禄，90岁，中国抗美援朝老兵，京剧《奇袭白虎团》英雄原型。[217]
- 孟新，90岁，中国教育家，黑龙江东方学院名誉理事长。[218]
- 佘蕴山，93岁，中国病理生理学家，镇江医学院教授。[219]
- 王晴华，95岁，中国钢琴家，上海音乐学院教授。[220]

### 5日
- 严陆根，67岁，中国收藏家，百家湖国际文化投资集团董事长。[221]
- 金纪广，76歲，中国打击乐演奏家，中国歌剧舞剧院原副院长。[222]
- 李德群，77歲，中國材料成形專家，中國工程院院士。[223]
- 董万德，79岁，中国政治人物，辽宁省政协原副主席。[224]
- 尤里·马雷舍夫（俄語：Юрий Малышев），83岁，俄罗斯采矿学家，俄罗斯科学院院士。[225]
- 于尔根·托伊尔考夫（德語：Jürgen Theuerkauff），87岁，德国击剑运动员。[226]
- 张扬，93歲，中國皮革化学家，四川大学教授。[227]
- 李锡胤，96岁，中国语言学家，第七、八届全国人大代表。[228]
- 雪莉·麦基奇尼（英語：Shirley McKechnie），96岁，澳大利亚舞蹈家、编舞家。[229]
- 埃娃·策勒（德語：Eva Zeller），99岁，德国诗人、小说家。[230]
- 赫尔曼·古梅尔（德語：Hermann Gummel），99岁，德国物理学家。[231]

### 4日
- 赛勒斯·米斯特里（英語：Cyrus Pallonji Mistry），54岁，印度裔爱尔兰商人，塔塔集团前任主席，死于交通事故。[232]
- 汪世虎，57岁，中国法学家，西南政法大学民商法学院教授。[233]
- 杨志钢，63岁，中国企业人物，武昌船舶重工集团原董事长。[234]
- 彼得·史超伯（英語：Peter Straub），79岁，美国恐怖小说作家。[235]
- 薩智，88歲，香港穆斯林，中華回教博愛社主席。[236]
- 阿兰·戈尔德曼（法語：Alain Goldmann），90岁，法国拉比，巴黎首席拉比（1981年－1994年）。[237]
- 詹炳炎，93岁，中国泌尿外科学家，武汉大学人民医院教授，第八届全国人大代表。[238]

### 3日
- 薩維斯·哈特（英語：Shavez Hart），29歲，巴哈馬田徑短跑運動員，2016年世界室内田径锦标赛400公尺接力賽銀牌得主，遭槍擊身亡。[239]
- 尤里·巴斯卡托夫（俄語：Ю́рий Башка́тов），54岁，苏联和摩尔多瓦游泳运动员，两次奥运会银牌得主。[240]
- 葉水金，64岁，台灣政治人物，新北市淡水區義山里里長。[241]
- 王乐夫，81岁，中国公共管理学者，中山大学教授。[242]
- 黄金成，83岁，中国民族管乐演奏家，广州星海音乐学院教授。[243]
- 林孝矩（日語：林 孝矩），84岁，日本政治人物，众议院议员（1969年－1980年）。[244]
- 吴云鹏，86岁，中国生物力学专家，重庆大学校长（1992年－1996年）。[245]

### 2日
- 彼得·埃克斯利（英語：Peter Eckersley），43歲，澳大利亞計算機科學家、計算機安全研究員和活動家，Let's Encrypt共同創辦人。[246]
- 姚胜华，53岁，中国企业人物，武昌船舶重工集团副总经理。[247]
- 闻一，85歲，中國俄羅斯歷史與文化研究專家。[248]
- 薛范，87歲，中國音樂學家、翻譯家。[249]
- 鄭再發，90岁，台灣天主教主教，台北總主教區總主教（2004年－2007年）。[250]
- 法蘭克·德雷克（英語：Frank Donald Drake），92歲，美國天文學家與天體物理學家。[251]

### 1日
- 黄志明，57岁，中国政治人物，宁波市政协秘书长（2021年起）。[252]
- 拉維爾·馬加諾夫，67歲，俄羅斯企業家，盧克石油董事長。[253]
- 芭芭拉·艾伦瑞克（英語：Barbara Ehrenreich），81歲，美國作家。[254]
- 郝侠君，91岁，中国哲学家，中南财经政法大学教授。[255]
- 赵维，93岁，中国政治人物，原河南省邮电管理局局长。[256]
- 朱英浩，93岁，中国变压器制造专家，中国工程院院士。[257]
- 拉什利·杰克逊（英語：Rashleigh Jackson），93岁，圭亚那政治人物，外交部长（1978年－1990年）。[258]
- 杨永松，103歲，中國人民解放軍開國少將，原北京军区工程兵政委。[259]

### 日期不详
- 关贵敏，78岁，法轮功相关神韵艺术团副团长，肝癌[260]。